# Sami Salo
Sami Sakari Salo (Turku, 2 settembre 1974) è un ex hockeista su ghiaccio finlandese.

## Palmarès

### Olimpiadi invernali
- Argento a Torino 2006
- Bronzo a Vancouver 2010
- Bronzo a Soči 2014

### Mondiali
- Argento a Germania 2001